# 柳島浅間神社
柳島浅間神社（やなぎしませんげんじんじゃ）は、静岡県富士市にある神社。全国にある浅間神社の一社。

## 祭神
富士山本宮浅間大社同様に、木花之佐久夜毘売命を主祭神としている。

## 歴史
創建は定かでないが、駿河記に「柳島浅間神社摂社二座」を記述があるため、1820年（文政3年）より以前から当地に鎮座していたと考えられる。

## 境内
本殿、拝殿などからなる地域の神社。拝殿は地域の公的倉庫も兼ねている。

## 例祭
- 10月17日

## 現地情報
所在地
- 静岡県富士市柳島88番地

交通アクセス
- JR東海道新幹線 新富士駅より、徒歩約5分
- 東名高速道路 富士ICより、自動車で約15分